# Aphanitoma
Aphanitoma is een geslacht van weekdieren uit de klasse van de Gastropoda (slakken).

## Soorten
- Aphanitoma locardi Bavay, 1906
- Aphanitoma mariottinii Smriglio, Rufini & Martin Perez, 2001